# Fulshear
Fulshear é uma cidade localizada no estado norte-americano do Texas, no Condado de Fort Bend.

## Demografia
Segundo o censo norte-americano de 2000, a sua população era de 716 habitantes.
Em 2006, foi estimada uma população de 968, um aumento de 252 (35.2%).

## Geografia
De acordo com o United States Census Bureau tem uma área de
21,1 km², dos quais 21,1 km² cobertos por terra e 0,0 km² cobertos por água. Fulshear localiza-se a aproximadamente 31 m acima do nível do mar.

## Localidades na vizinhança
O diagrama seguinte representa as localidades num raio de 16 km ao redor de Fulshear.